# Birds of a Feather (Billie Eilish)
"Birds of a Feather" is een single van de Amerikaanse singer-songwriter Billie Eilish. Het werd op 2 juli 2024 een hit op de Amerikaanse radio als tweede single van haar derde studioalbum, Hit Me Hard and Soft, via Darkroom en Interscope Records. Het lied gaat over diepe liefde en het verlangen naar een blijvende verbinding. 
Het nummer stond hoog in de hitlijsten in verschillende landen. In België (Vlaanderen) en Nederland (Single Top 100) werd respectievelijk een 7de en 10de plek gehaald 

## Achtergrond
Eilish gaf op 13 mei 2024 voor het eerst een preview van het nummer via een teasertrailer voor het aankomende derde seizoen van de Netflix- serie Heartstopper. Het lied was een van de drie liedjes die voorafgaand aan de release van het album werden aangekondigd. In een interview met Apple Music onthulde Eilish dat het nummer één van haar grote favorieten is. 

## Live optreden
Eilish zong het lied tijdens de sluitingsceremonie van de Olympische Zomerspelen 2024 op 11 augustus 2024. Het optreden maakte deel uit van de overdracht van de vlag van de stad Parijs aan Los Angeles en werd de dag ervoor opgenomen in Long Beach. 

## Hitlijsten

### Ultratop 50 Vlaanderen
| Positie: | 33 | 32 | 32 | 25 | 29  | 33 | 42 | 38 | 41 | 42 | 28 | 21 | 22 | 17 | 14 | 15 | 14 | 16 |
| Week:    | 19 | 20 | 21 | 22 | 23  | 24 | 25 | 26 | 27 | 28 | 29 | 30 | 31 | 32 | 33 | 34 | 35 | 36 |
| Positie: | 12 | 11 | 8  | 10 | 8   | 9  | 17 | 12 | 13 | 16 | 14 | 7  | 13 | 20 | 13 | 7  | 7  | 11 |
| Week:    | 37 | 38 | 39 | 40 | 41  | 42 | 43 | 44 | 45 | 46 | 47 | 48 | 49 | 50 | 51 | 52 | 53 | 54 |
| Positie: | 8  | 14 | 11 | 9  | 17  | 18 | 21 | 24 | 27 | 30 | 29 | 34 | 34 | 33 | 32 | 37 | 37 | 42 |
| Week:    | 55 | 56 | 57 | 58 |     |    |    |    |    |    |    |    |    |    |    |    |    |    |
| Positie: | 35 | 35 | 45 | 49 | uit |    |    |    |    |    |    |    |    |    |    |    |    |    |

### NPO Radio 2 Top 2000
Birds of a Feather stond in 2024 voor het eerst in de NPO Radio 2 Top 2000, op plek 780.

## Prijzen
| Jaar | Award                   | Categorie                            | Resultaat   |
| ---- | ----------------------- | ------------------------------------ | ----------- |
| 2024 | MTV Video Music Awards  | Song of the Summer                   | Genomineerd |
| 2024 | MTV Europe Music Awards | Best Song                            | Genomineerd |
| 2024 | Musa Awards             | Anglo International Song of the Year | Genomineerd |
| 2025 | Grammy Awards           | Record of the Year                   | Genomineerd |
| 2025 | Grammy Awards           | Song of the Year                     | Genomineerd |
| 2025 | Grammy Awards           | Best Pop Solo Performance            | Genomineerd |
| 2025 | Brit Awards             | International Song of the Year       | Genomineerd |